# Johann Friedrich Wundt

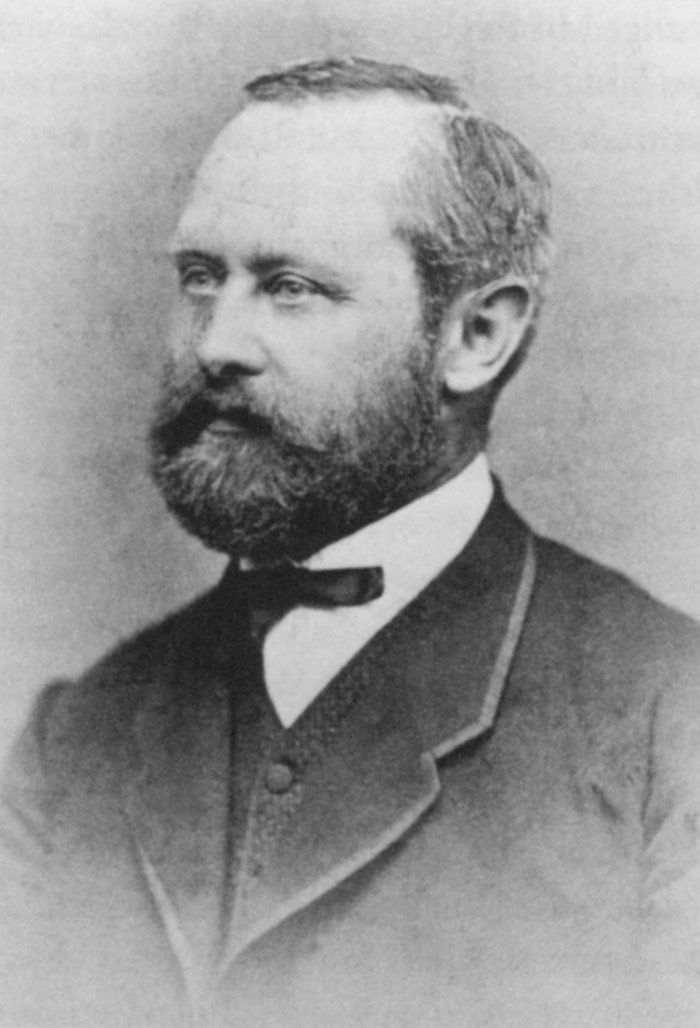
Johann Friedrich Wundt

Johann Friedrich Wundt (* 7. Januar 1822 in Neckargemünd; † 27. Januar 1889 in Konstanz) war Kaufmann und badischer Landtagsabgeordneter (Nationalliberaler).

## Leben
Der Sohn des Amtsarztes Karl Ludwig Wundt studierte ab 1842 Rechtswissenschaft in Heidelberg und Berlin und war ab 1849 Rechtspraktikant beim Bezirksamt Neckargemünd. Statt weiter im Verwaltungsdienst zu dienen, machte er sich als Kaufmann in Neckargemünd selbstständig und gehörte dort dem Gemeinderat an. Ab 1861 gehörte er als Abgeordneter des Wahlkreises 32 (Wiesloch und Neckargemünd) der 20. bis 24. Sitzungsperiode der II. badischen Landtagskammer an, wo er zur nationalliberalen Fraktion zählte, aber nicht nennenswert in Erscheinung trat. Ab den 1860er Jahren lebte er in Mannheim, nach dem Ausscheiden aus dem Landtag ließ er sich 1870 in Karlsruhe nieder. Dort war er 1875 Stadtrat und 1876 bis 1878 Mitglied des Bezirksrats.
Er war ab 1851 mit Elise Kilian verheiratet und hatte mit dieser zwei Söhne und eine Tochter.